# Kentrocapros eco
Kentrocapros eco är en fiskart som först beskrevs av Phillipps 1932.  Kentrocapros eco ingår i släktet Kentrocapros och familjen Aracanidae. Inga underarter finns listade i Catalogue of Life.